# نینا سولهیم
نینا سولهیم (زاده ۴ اوت ۱۹۷۹) تکواندوکار نروژی است. وی در کلاس سنگین‌وزن بانوان (۶۷+ کیلوگرم) در بازی‌های المپیک تابستانی ۲۰۰۸ در پکن، بعد از این که در فینال توسط ماریا اسپینوزا مکزیکی مغلوب شد، مدال نقره کسب کرد.
سولهیم در نروژ یک ورزشکار شناخته شده است. او در کره جنوبی متولد شد ولی به همراه خواهر دوقلوی خود مونا در سن هفت ماهگی، توسط والدین نروژی به فرزندی پذیرفته شده، و در نامسوس بزرگ شدند.